# Белоярский район (Ханты-Мансийский автономный округ)
Белоя́рский район — административно-территориальная единица и муниципальное образование (муниципальный район) на северо-западе Ханты-Мансийского автономного округа — Югры в составе Тюменской области России.
Административный центр — город Белоярский (не входит в район, при этом находится в составе муниципального района).

## География
Белоярский район расположен в северной части Ханты-Мансийского автономного округа — Югры, на правобережье меридионального отрезка реки Оби. Северную часть района занимает Полуйская возвышенность, южную — Белогорский Материк и Увал Нумто, центральную — Нижнеобская и Надымская низменности. Общие особенности рельефа: выположенность и слабая дренированность способствуют активному процессу заболачивания (болота и водоёмы занимают около 25 % территории).
Площадь Белоярского района — 41645,99 км², что составляет около 8 % от общей площади Ханты-Мансийского автономного округа — Югры и приблизительно 2,84 % от 
площади всей Тюменской области.
Белоярский район граничит:
- с другими районами Ханты-Мансийского автономного округа — Югры:
  - на западе — с Берёзовским,
  - на юго-западе — с Октябрьским,
  - на юге — с Ханты-Мансийским,
  - на юго-востоке — с Сургутским;
- с районами соседнего Ямало-Ненецкого автономного округа:
  - на востоке — с Надымским,
  - на северо-востоке — с Приуральским,
  - на севере и северо-западе — с Шурышкарским.

### Климат
Белоярский район относится к районам Крайнего Севера.
Район можно охарактеризовать как резко континентальный, характеризующийся быстрой сменой погодных условий, особенно в межсезонье. Среднесуточные температуры обычно не поднимаются выше температуры заморозков (ниже 0°С) до середины апреля. Зима (октябрь-апрель) суровая и многоснежная. Дневная температура воздуха: −27 °С, ночная: −34°С. К концу зимы снежный покров достигает толщины 50-60 см и сходит в конце мая. Лето (июнь-август) умеренно-теплое. Преобладающая дневная температура воздуха + 18 °С, ночная + 12 °С. Число дней без заморозков составляет от 130 до 145 в году. В результате продолжительных холодных зим глубоко промерзает почва. Годовое количество осадков от 400 до 550 мм, максимум приходится на июль, когда выпадает около 15 % годового количества осадков.

### Гидрография
Гидрографическая сеть на территории Белоярского района хорошо развита. Основной водной артерией является Обь — самая большая река России по площади водосбора, протекающая в западной части района. Из крупных рек по территории протекает р. Казым, пересекающая практически всю территорию района и впадающая в Обь. Реки замерзают обычно в конце октября — начале ноября, вскрытие от льда происходит, как правило, в середине мая, то есть большую часть года, они находятся под льдом.
В Белоярском районе множество озёр, большинство из которых не имеют названия. Наиболее крупными являются Нумто (из этого озера вытекает река Надым), Ай-Новы-Йинг-Лор и Ун-Новы-Йинг-Лор, являющиеся памятниками природы регионального значения.

### Природные ресурсы
Земли Белоярского района богаты лесными ресурсами (на 45 % покрыта лесами). Основными породами являются сосна, берёза, ель, кедр, лиственница. Запасы древесины, пригодной для заготовки, составляют более 224 млн м³ по хвойным породам и около 22 млн м³ по лиственным. Местные леса являются естественной средой произрастания дикоросов, пригодных для питания и, следовательно, промышленной переработки. Потенциальные запасы ягод составляют порядка 60 тыс. т, грибов — 30 тыс. т, орехов — 0,7 тыс. т, лекарственных растений — 6 тыс. тонн.
Рыбохозяйственный водный фонд Белоярского района представлен р. Обью, её притоками и озёрами, в которых обитают около 20 видов промысловых рыб: осетровые (осетр, стерлядь), сиговые (нельма, муксун, пелядь), частиковые (язь, плотва, карась), налим, щука, окунь, ёрш, лещ. Однако промысловый запас рыбных ресурсов с одного гектара водоемов незначительный, около 2,5 кг.
Чрезвычайно богат и животный мир Белоярского района, в том числе охотничье-промысловыми видами животных и птиц (бурый медведь, волк, соболь, куница, красная лисица, белка, глухарь, тетерев, рябчик, белая куропатка, кроншнеп, вальдшнеп и др.).
Стратегически значимыми для развития территории являются запасы углеводородов. Наиболее крупные разведанные месторождения: Пахромское газоконденсатное, Верхне-Казымское, Ватлорское, Северо-Ватлорское, Сурьёганское, Ветсортское, Верхне-Лунгорское, Лунгорское нефтяные. В Белоярском районе также имеется ряд перспективных месторождений, требующих дополнительной разведки для уточнения размеров площадей и запасов нефти.
Помимо нефтегазовых ресурсов на территории Белоярского района имеется ряд месторождений минерально-строительного сырья. Территория района располагает ресурсами кирпичных и керамзитовых глин, строительных, преимущественно мелкозернистых песков, песчано-гравийных смесей, кремнисто-опаловых пород, что определяет высокие перспективы развития в Белоярском районе индустрии строительных материалов.

## История
Район образован 22 августа 1988 года в составе Ханты-Мансийского автономного округа, выделен из Берёзовского района, при этом районный посёлок Белоярский отнесён к категории городов окружного подчинения.

## Население
| 2002    | 2009    | 2010    | 2011    | 2012    | 2013    | 2014    |
| ------- | ------- | ------- | ------- | ------- | ------- | ------- |
| 9493    | ↗29 184 | ↗30 049 | ↗30 138 | ↘30 057 | ↘29 921 | ↘29 876 |
| 2015    | 2016    | 2017    | 2018    | 2019    | 2020    | 2021    |
| ↘29 683 | ↘29 633 | ↘29 390 | ↘28 921 | ↘28 434 | ↘28 401 | ↗28 897 |

Основными особенностями системы расселения Белоярского района, также как и многих других северных территорий нового освоения, является низкая плотность населения, неравномерность его размещения, сравнительно высокий уровень урбанизации. На территории района, по площади (41,6 тыс. км) сравнимого с такими европейскими странами как Эстония, Дания, Нидерланды, проживает 29,3 тыс. человек.
Плотность населения Белоярского района практически в 4 раза меньше, чем в среднем по Ханты-Мансийскому автономному округу — Югре и составляет 0,7 чел. на 1 км².
В 2005—2007 годы численность населения Белоярского района варьировалась на уровне 29,2-29,4 тысячи человек и по состоянию на 1 января 2008 года составила 29,3 тыс. человек, или около 2 % населения Ханты-Мансийского автономного округа — Югры. Население района распределено по территории неравномерно: 68 % проживает в административном центре городе Белоярский.
Система расселения Белоярского района определяется двумя основными осями: — водным путём федерального значения, проходящим по р. Обь с юга на север, в западной части Белоярского района; — магистральным газопроводом, которому сопутствуют автодороги Андра — Белоярский и Белоярский — Приозерный — Надым, пересекающие Белоярский район с юга-запада на северо-восток. Первая ось расселения («ось основного водного пути») связывает населенные пункты с селом Полноват. Вторая ось расселения («ось магистрального газопровода») связывает все остальные населенные пункты Белоярского района, за исключением д. Юильск и д. Нумто.

### Урбанизация
Городское население (город Белоярский) составляет 69,19 % населения района.

### Национальный состав
Ниже приводятся данные о национальном составе района по данным Всероссийской переписи населения 2010 года
| Национальность | Численность (чел.) | Процентное соотношение |
| -------------- | ------------------ | ---------------------- |
| Русские        | 19 321             | 64,30%                 |
| Ханты          | 2 435              | 8,10%                  |
| Украинцы       | 2 354              | 7,83%                  |
| Татары         | 1 391              | 4,63%                  |
| Белорусы       | 481                | 1,60%                  |
| Башкиры        | 433                | 1,44%                  |
| Кумыки         | 402                | 1,34%                  |
| Коми           | 342                | 1,14%                  |
| Армяне         | 249                | 0,83%                  |
| Киргизы        | 240                | 0,80%                  |
| Другие         | 626                | 2,08%                  |
| Не указали     | 1 775              | 5,91%                  |
| Всего          | 30 049             | 100,00%                |

## Муниципально-территориальное устройство
Муниципальный район включает 7 муниципальных образований, в том числе 1 городское поселение и 6 сельских поселений:
| №        | Муниципальное образование | Административный центр  | Количество населённых пунктов | Население (чел.) | Площадь (км²) |
| -------- | ------------------------- | ----------------------- | ----------------------------- | ---------------- | ------------- |
| 1e-06    | Городское поселение       |                         |                               |                  |               |
| 1        | Белоярский                | город Белоярский        | 1                             | ↗19 994          | 72,15         |
| 1.000002 | Сельское поселение        |                         |                               |                  |               |
| 2        | Верхнеказымский           | посёлок Верхнеказымский | 1                             | ↘1606            | 2,74          |
| 3        | Казым                     | село Казым              | 3                             | ↗1561            | 2,11          |
| 4        | Лыхма                     | посёлок Лыхма           | 1                             | ↘1286            | 0,97          |
| 5        | Полноват                  | село Полноват           | 4                             | ↗1550            | 2,18          |
| 6        | Сорум                     | посёлок Сорум           | 1                             | ↘1456            | 1,74          |
| 7        | Сосновка                  | посёлок Сосновка        | 1                             | ↗1444            | 3,27          |

В рамках административно-территориального устройства ХМАО город Белоярский не входит в административный район — это единственный город окружного значения в ХМАО, который в рамках организации местного самоуправления не образует самостоятельного городского округа, а входит в муниципальный район в статусе городского поселения.

### Населённые пункты
В районе 11 населённых пунктов (без города Белоярский), в муниципальном районе — 12 населённых пунктов, включая город Белоярский.
| №  | Населённый пункт | Тип     | Население | Муниципальное образование          |
| -- | ---------------- | ------- | --------- | ---------------------------------- |
| 1  | Белоярский       | город   | ↗19 994   | городское поселение Белоярский     |
| 2  | Ванзеват         | село    | 310       | сельское поселение Полноват        |
| 3  | Верхнеказымский  | посёлок | ↘1606     | сельское поселение Верхнеказымский |
| 4  | Казым            | село    | 1379      | сельское поселение Казым           |
| 5  | Лыхма            | посёлок | ↘1286     | сельское поселение Лыхма           |
| 6  | Нумто            | деревня | 199       | сельское поселение Казым           |
| 7  | Пашторы          | деревня | 71        | сельское поселение Полноват        |
| 8  | Полноват         | село    | 1178      | сельское поселение Полноват        |
| 9  | Сорум            | посёлок | ↘1456     | сельское поселение Сорум           |
| 10 | Сосновка         | посёлок | ↗1444     | сельское поселение Сосновка        |
| 11 | Тугияны          | село    | 79        | сельское поселение Полноват        |
| 12 | Юильск           | деревня | 148       | сельское поселение Казым           |

## Экономика
Современную структуру экономики Белоярского района во многом предопределяет история его экономического развития.
Начиная с XV века, на территории современного Белоярского района существовало Казымское княжество. Поэтому можно говорить о том, что экономической специализации коренного населения на оленеводстве, охотничьем и рыбном промысле уже более пятисот лет. Именно эти виды деятельности были профильными для территории вплоть до 70-х гг. XX века. Для советского периода экономической истории характерно создание десятков рыболовецких и оленеводческих коллективных хозяйств, которые отличались высокими объёмами и товарностью производства. Охотничий промысел был связан с индивидуальным освоением ресурсов отдельным домохозяйством или охотником. Однако функционирование эффективной системы централизованных закупок дичи и пушнины способствовало развитию охотничьего промысла в индустриальных масштабах.
Последнее тридцатилетие XX века наряду с развитием агропромышленного комплекса, начинает складываться газотранспортная специализация района на обслуживании экспорта природного газа Ямало-Ненецкого автономного округа в европейскую Россию и Западную Европу, которая впоследствии стала локомотивом социально-экономического развития территории. В декабре 1969 года был создан посёлок Белый Яр, который был запланирован как опорная база правобережья Оби для строительства и обслуживания газопровода Медвежье-Надым-Пунга. Вдоль создаваемых магистральных газопроводов были построены компрессорные станции («Сорум», «Сосновка», «Верхнеказымская», «Новоказымская», «Казымская», «Бобровская») и трассовые поселки со всей необходимой социально-бытовой инфраструктурой. К середине 1980-х гг. было построено 17 магистральных нитей газопровода общей протяженностью 4 420 км, которые перекачивали более 270 млрд тонн газа в год.
Так сложилась двухсекторная экономика, основанная на газотранспортной отрасли федерального значения и производстве товаров и услуг для местного потребления (продуктов питания, строительных материалов, бытовых, коммунальных и социальных услуг).
Несмотря на сложную экономическую ситуацию, связанную с переходом от планово-административной экономики к рынку, в 90-х годах прошлого века перечень видов экономической деятельности, осуществляемой в Белоярском районе, расширился. С 1998 г. на территории района началась добыча нефти, а в 1999 г. заработал асфальтово-бетонный завод. На протяжении всего периода развивались торговля, сфера бытовых и досуговых услуг, услуг общественного питания. Введение в эксплуатацию новых объектов социальной инфраструктуры способствовало увеличению роли бюджетных и социальных услуг. В то же время не все хозяйствующие субъекты, работавшие в традиционных отраслях специализации (прежде всего, в агропромышленном комплексе), смогли пережить период трансформации. Ситуация в оленеводстве, рыболовстве, звероводстве существенно ухудшилась.
В первой половине 2000-х годов активными темпами осуществлялось строительство. В 2000—2007 гг. в Белоярском районе было введено более 170 тыс. м² жилья. Кроме этого, продолжалось капитальное строительство объектов социальной сферы, наиболее крупными из которых стали Дворец спорта, Дворец культуры «Камертон», Центр культуры национального творчества.
Таким образом, современная структура экономики Белоярского района характеризуется значительным доминированием топливно-энергетического комплекса, прежде всего, за счет газотранспортной отрасли. Остальные отрасли экономики отличаются относительно невысокими объёмами производства и количеством занятых.

## Транспорт
Протяжённость дорог с твёрдым покрытием на территории составляет 500 км. Зимой действуют временные дороги, связывающие район с соседними территориями.
В навигационный период курсируют теплоходы по маршруту Белоярский — Приобье (ежедневно), Белоярский — Полноват — Ванзеват (2 раза в неделю). В Белоярском имеется аэропорт, откуда осуществляются авиарейсы в Москву, Ханты-Мансийск, Екатеринбург, Сургут, Тюмень, Нягань, Берёзово, Новосибирск.

## Культура и образование
В районе 8 дошкольных образовательных учреждений, 7 общеобразовательных школ, 15 культурно-досуговых учреждений, 6 библиотек. В селе Казым действует этнографический музей под открытым небом.

## Религия

### Православие
Православная община в городе Белоярском была организована в 1993 году. 19 января 1993 года состоялось первое собрание общины, а 26 апреля регистрация. Инициаторами создания общины были А. А. Любчак, О. Н. Серова и Т. Корчагина. С начала основания общины в актив входили Спичак В. А., Черноусова Т. Ю., Злобина Л. Н., Липич В. Ф., Захаренко А. В.
Первые годы существования общины духовное окормление осуществлял иерей Сергий Кузнецов.
В июне 1993 года начались работы по строительству храма. Согласно проекту создавался храм в деревянном исполнении, трехкупольный, украшенный деревянной резьбой, в плане имел форму креста. Небольшой по размерам, простой, но в то же время светлый и нарядный деревянный храм стал первым в Епархии, носящим имя великого угодника Божия Серафима Саровского. Строительство велось на пожертвования предпринимателей и жителей города и завершилось в октябре 1996 года.
30 октября 1996 года, Архиепископ Тобольский и Тюменский Димитрий совершил великое освящение храма, что явилось первым важнейшим событием в жизни прихода.
С января 1998 года, при храме преподобного Серафима Саровского, открылась Воскресная школа. В то время ещё не было специального помещения для её работы, и занятия велись в городской общеобразовательной школе № 1.
В 1999 году выпускник Тобольской Духовной семинарии Леонид Степанов был рукоположён Архиепископом Тобольским и Тюменским Димитрием в сан иерея и назначен исполняющим обязанности настоятеля храма.
В 2001 году на территории храма было построено здание Воскресной школы, на первом этаже которого расположены библиотека и классные комнаты, на втором — крестильный храм, в здании имеется трапезная, колокольня. Его освящение в сентябре 2001 года также стало одним из важнейших событий в жизни прихода.
8 марта 2002 года деревянный храм сгорел, и в мае 2002 года по благословению Архиепископа Тобольского и Тюменского Димитрия началось строительство нового храма в каменном исполнении. Участок, отведенный под строительство храма преподобного Серафима Саровского, был расположен на месте сгоревшего храма. С восточной стороны к участку храма примыкает территория городского рынка, с северной стороны находится здание воскресной школы и жилая застройка.
Здание храма имеет четырёхстолпную схему с трехчастной структурой плана: алтарь, средняя часть, притвор в итоге образует крестообразную форму плана. Храм трехкупольный, в объёме южного притвора — цилиндрическая ниша, в которой установлена скульптура преподобного Серафима Саровского, что придает храму ещё большую торжественность и монументальность. Выступающая часть притвора с надстроенной башней-колокольней имеет прежде всего композиционную роль (колокольня имеется в стоящем рядом здании храмового комплекса). На первом этаже расположен входной тамбур, переходящий в притвор. В притворе — вестибюль, свечной киоск и лестница на второй ярус. Внутренними столпами средняя часть храма разделена на нефы, и увенчана световым кольцом барабана с высокими оконными проемами. В целом, при проектировании строго соблюдались принципы «золотого сечения» соразмерности и учитывалось понятие о гармоничном сочетании новых форм и материалов с уже устоявшимися в истории традициями зодчества, для чего было изучено множество аналогов и образцов храмового строительства.
Торжественное освящение храма преподобного Серафима Саровского было совершено Архиепископом Тобольским и Тюменским Димитрием 20 сентября 2003 года.
В составе специалистов-разработчиков проекта были: главный архитектор Осененко А. В., главный конструктор Азаренко И. Н., архитекторы Вашкевич А. С., Пузыревская Е. О. Заказчиком строительства выступало ЗАО «Сити-Арх».
С 5 июня 2008 года на должность настоятеля прихода храма в честь преподобного Серафима Саровского был назначен иерей Георгий (Юрий) Васильевич Полевщиков.
26 июня 2009 года диакон Евгений Иванович Мельник, выпускник Тобольской Православной Духовной семинарии, согласно решению Епархиального совета, назначается штатным клириком прихода храма в честь преп. Серафима Саровского.
19 августа 2008 года архиепископ Тобольский и Тюменский Димитрий посетил храм прп. Серафима Саровского г. Белоярский, а также освятил фундамент строящегося храма в честь святителя Стефана Великопермского в с. Казым Белоярского района.
19 — 20 августа 2009 года в канун праздника Преображения Господня в г. Белоярский состоялся визит Его Высокопреосвященства, Высокопреосвященнейшего Димитрия, архиепископа Тобольского и Тюменского с миссионерской группой. Владыка освятил малым чином построенный за один год храм в селе Казым и отреставрированный храм в честь Успения Пресвятой Богородицы в с. Полноват Белоярского района,
Окормляемые приходы:
1. Религиозная группа в честь преп. Амвросия Оптинского п. Сорум.
2. Религиозная группа в честь свт. Филофея Лещинского п. Сосновка.
3. Религиозная группа в честь свт. Стефана Великопермского с. Казым.
4. Религиозная группа в честь Успения Пресвятой Богородицы с. Полноват

## Достопримечательности
Природно-географические особенности Белоярского района таковы, что его по праву называют «краем голубых озёр». По территории района протекают такие крупные реки, как Обь и Казым с притоками Лыхма, Сорум, Помут, Курьех. Множество озёр, расположенных на территории района, зачастую просто не имеют названий.
Незначительное количество нефтедобывающих предприятий в районе обусловило сохранность большой части территории в первозданном виде. Это позволило провести работу, направленную на создание особо охраняемых территорий. Первым в Белоярском районе был открыт Государственный биологический заказник регионального значения «Сорумский». Заказник создан в 1995 году с целью сохранения популяции сорумского лося на путях его сезонных миграций. Площадь заказника составляет 159,3 га.
Охрана заказника осуществляется егерями, которые не только ведут круглогодичное патрулирование, но и занимаются благоустройством территории, делают кормушки и заготавливают корм для животных. Они стараются сохранить и восстановить численность лосей, а также и животных и птиц, занесённых в Красную книгу, которых в заказнике немало.
Пожалуй, нет на карте Белоярского района, да и округа в целом, места более загадочного, чем район озера Нумто.
В январе 1997 года губернатор ХМАО А. Филипенко подписал постановление об образовании на территории Белоярского района государственного природного парка «Нумто».
Озеро Нумто в переводе с хантыйского означает небесное или божье озеро. С давних пор озеро является одним из главных священных мест хантов и ненцев. Согласно легенде озеро является живым существом-мужчиной, у которого есть жена — озеро Пякуто. В центре озера находится Святой остров, на котором происходят все обряды жертвоприношения, и куда не ступала нога женщины. Много сказок и легенд хранит эта местность. Они передаются из поколения в поколение. Искусным рассказчиком слывет слепой Татва, которому легенды об озере передал его дед.
Известный исследователь северных территорий и Тобольской губернии А. А. Дунин-Горкавич описал озеро так: «Местоположение озера Нумто — под 63 градуса 30 минут северной широты и 41 градус 31 минуту восточной долготы. Озеро по форме овальное, с врезавшимся с западной стороны с севера на юг узким длинным мысом. Оно занимает пространство около 250 квадратных вёрст. Вода в нём светлая, прозрачная. В нём водится сырок, щука и язь. На восточном берегу озера летом живут самоеды в чумах. В 30 верстах южнее озера — водораздел, представляющий собой тундру с сопками до 30 сажен высоты, между которыми расположены зыбуны: в этих зыбунах, содержащих ключи, и берут своё начало реки Казым, Пим, Тром-Юхан, Надым».
Сегодня территория Нумто, площадью около 800 гектаров, имеет ключевое значение в географии, экологии, этнографии тюменского Севера. Она расположена на границе автономных округов: Ханты-Мансийского и Ямало-Ненецкого, на важнейшем водоразделе в центральной части сибирских увалов. Нумто — одно из самых крупных озёр области с площадью водного зеркала 56 квадратных километров. Здесь находятся водно-болотные угодья, выполняющие функции регуляторов водного режима семи рек, вытекающих с этой территории и несущих свои воды в Обь. Эти угодья — место обитания специфической флоры и фауны. Уникальность их в том, что здесь соприкасаются зоны редколесий северной и средней тайги и тундры; именно здесь на широте 63 градуса самые южные внедрения тундр на территории России. Вблизи границы Нумто пролегают древние русла рек Пур, Таз, вдоль которых проходят миграционные пути перелетных птиц. 30 процентов территории занимают леса, преимущественно сосновые. Здесь встречается около десяти типов кедровников. Особыми объектами промысла остаются лиса, ондатра, соболь, горностай.
Район Нумто замечателен и тем, что на нём «перекрываются» ареалы многих тундровых и таёжных видов растений, птиц, животных. Для многих из них здесь проходит северный передел ареала (пихта, сибирский чёрный коршун и другие).
Несмотря на слабую изученность территории, особенно её биоразнообразия, географическое расположение предполагает возможность обитания здесь свыше 150 видов птиц, в том числе и таких редких как орлан-белохвост, стерх, чёрный аист и других, нескольких десятков видов млекопитающих, пять-шесть видов пресмыкающихся.
Угодья Нумто — один из последних крупных анклавов Тюменского Севера, где естественная природа почти не затронута промышленным освоением, где сохранился исторический этнос, культура, традиционные промыслы. Сегодня в Нумто и его окрестностях живут как и в прежние времена охотники, рыбаки и оленеводы. Некоторые из них работают в природном парке «Нумто», часть — в совхозе «Казымский», а большая часть занята частным оленеводством.
Составной частью природоохранного землепользования является выявление и сохранность памятников историко — культурного наследия. За последние годы выявлено около 160 памятников археологии и этнографии, начиная с каменного века и до позднего средневековья. Наиболее значимые из них, Каксинская гора на реке Амне, Хуллор, Юильск и Нумто. В этих источниках были найдены оригинальные материалы из камня, бронзы, кости, глины и железа.
В 1996 году постановлением губернатора ХМАО памятником природы окружного значения была названа система озер Ай-Новы-Йинг-Лор и Ун-Новы-Йинг-Лор или маленькое и большое светлые озера. Уникальность этого водоёма заключается прежде всего в его воде. Благодаря ей, озеро долгие годы служило надёжным источником прекрасной питьевой воды для жителей г. Белоярского. Однако от чрезмерного потребления воды озеро начало мелеть. Результатом работы экологов стало создание особо охраняемой природной территории. Озеро стало возвращаться в свои прежние границы.